# أكذوبة القرن العشرين
أكذوبة القرن العشرين هو كتاب صدر في السبعينيات عن كاتب وباحث أمريكي آرثر بوتز وهو من أول منكري قضية هولوكوست الذي حاول إنكارها عبر دراسة علمية دقيقة. يؤكد المؤلف في هذا الكتاب بأن مزاعم الهولوكوست سببها إنشاء إسرائيل.
تم نشر الكتاب لأول مرة عام 1975 من قبل دار نشر Historical Review Press.

## المؤلف
آرثر بوتز هو كاتب وباحث أمريكي وأحد أساتذة الهندسة الكهربائية وعلوم الحاسوب في جامعة نورث وسترن الأمريكية في ولاية إلينوي.
درس بوتز في معهد ماساتشوستس للتكنولوجيا وحصل هناك علی درجة البكالوريوس وثم درجة الماجستير عام 1956. وفي عام 1965 حصل على شهادة الدكتوراه من جامعة مينيسوتا. وكان موضوع رسالته الدكتوراه حل مشاكل في هندسة التحكم.
في عام 1975 نشر آرثر بوتز كتاب «أكذوبة القرن العشرين»، وعلی أثره قوبل بهجوم صهيوني عالمي واسع كاد يودي بحياته.

## محتوی الكتاب
كتاب «أكذوبة القرن العشرين» هو كتاب في إنكار هولوكوست. يدحض فيه آرثر بوتز فكرة إبادة الملايين من اليهود من قبل ألمانيا النازية باستخدام غرف الغاز القاتلة خلال الحرب العالمية الثانية، وهو يری بأن المحرقة اليهودية هي أسطورة صاغها اليهود الإسرائيليين عن عمد لتبرير إنشاء إسرائيل.
جمع بوتز في كتابه معلومات علمية دقيقة عن معتقل أوشفيتز الذي يزعم اليهود عنه إن 1.2 مليون يهودي تم إحراقهم فيه. فأثبت بوتز أن هذا المعتقل أحرقت فيه جثث الموتى بفعل الحرب منهم يهودي وغير يهودي، وقد أحرقت جثثهم لمنع انتشار الأمراض المعدية بسبب تركها في الشوارع لفترة طويلة، كما أحرقت فيه خيول نافقة بفعل الحرب. وأنه من الأرجح أن الذي بنا المحرقة بعد الحرب ليس هتلر بل البولنديين. وقد أخذ بوتز عينات من أماكن المحرقة المزعومة ومن بقايا المحروقات لتحليلها، وخرج من كل هذا بأن هذه المحارق والهولوكوست بالوصف الذي قدمه اليهود الإسرائيليين هي أكذوبة والآن آن أوان فضحها.

## اجزاء الكتاب
يتكون الكتاب من مقدمة و7 أجزاء والتطبيقات.
- المقدمة: موجز عن دراسة تحريفات هولوكوست
- الجزء 1: المحاكم واليهود والنازيين
- الجزء 2: المعسكرات
- الجزء 3: واشنطن ونيويورك
- الجزء 4: معتقل أوشفيتز
- الجزء 5: يهود الهنغارية
- الجزء 6: إلى آخره
- الجزء 7: القرار النهائي
- الجزء 8: ملاحظات
- التطبيقات
- الاضافات
- الرسوم التوضيحية

## نشره
تم حظر هذا الكتاب في كندا. وفي ألمانيا أيضاً ممنوع النشر وحتی ممنوع التبليغ عنه. وهو مصنف ضمن منشورات معادية للسامية. ووصفه البروفيسور ألان ديفيز الأستاذ في جامعة تورنتو بأنه «كلاسيكي معادي للسامية».
جدير بالذكر أن إنكار الهولوكوست يعتبر مخالفة للقانون في كل من ألمانيا، فرنسا، بلجيكا، بولندا، أستراليا، لوكسمبورغ، البرتغال، إسبانيا، رومانيا، سويسرا وإسرائيل.
أصدرت الهيئة العامة للاستعلامات فـي مصر الترجمة العربية للكتاب في أوائل الثمانينيات.